# Осиновский сельсовет (Куйбышевский район)
Осиновский сельсовет — сельское поселение в Куйбышевском районе Новосибирской области Российской Федерации.
Административный центр — посёлок Кондусла.

## История
Кондусла — (тюрк. «кундыс» (редко «кундус»)) — бобёр. Одноимённая река — левый приток Оми), было основано около 800 лет тому назад. В тех краях проходит знаменитый «Московский или Сибирский тракт» строившийся крепостными, дворовыми крестьянами, заключенными и ссыльными. Народ пребывал, но его постоянно не хватало.
Люди, попавшие на строительство тракта, уже не возвращались оттуда живыми (по опросам старожилов), условия были тяжелейшие. Каторга. По словам старожилов, Тракт — это человеческие кости смешанные с щебнем, землёй и глиной. Тракт являлся главным сухопутным, торговым маршрутом, общая протяжённость, которого по одним подсчётам, 8332 версты, по другим — 8839 вёрст.
Статус и границы сельского поселения установлены Законом Новосибирской области от 2 июня 2004 года № 200-ОЗ «О статусе и границах муниципальных образований Новосибирской области»

## Население
| 2002 | 2010  | 2012  | 2013  | 2014 | 2015 | 2016 |
| ---- | ----- | ----- | ----- | ---- | ---- | ---- |
| 1907 | ↘1120 | ↘1061 | ↘1014 | ↘961 | ↘930 | ↘920 |
| 2017 | 2018  | 2019  | 2020  | 2021 |      |      |
| ↘902 | ↘869  | ↘832  | ↘776  | ↘744 |      |      |

Коренным населением являлись казахи и небольшие группы ссыльных, одни с другими жили мирно. Защищать свои обретенные земли от набегов татар, они не имели возможности, поэтому правительством были созданы Форпосты (передовая укрепленная позиция, для защиты населенных пунктов от набегов).

## Состав сельского поселения
| № | Населённый пункт | Тип населённого пункта          | Население |
| - | ---------------- | ------------------------------- | --------- |
| 1 | Вишняки          | посёлок                         | ↘32       |
| 2 | Дмитриевский     | посёлок                         | ↘71       |
| 3 | Ильинка          | посёлок                         | ↘12       |
| 4 | Кондусла         | посёлок, административный центр | ↘415      |
| 5 | Красновка        | деревня                         | ↘95       |
| 6 | Кульча           | село                            | ↘324      |
| 7 | Осиново          | село                            | ↘162      |
| 8 | Ракитники        | посёлок                         | ↘9        |

1 октября 2013 года упразднён посёлок Кайлы